# Sorbus arguta
Sorbus arguta är en rosväxtart som beskrevs av Tse Tsun Yu. Sorbus arguta ingår i släktet oxlar, och familjen rosväxter. Inga underarter finns listade i Catalogue of Life.